# لوئیزا والتر
لوئیزا والتر (انگلیسی: Louisa Walter؛ زادهٔ ۲ دسامبر ۱۹۷۸) بازیکن هاکی روی چمن اهل آلمان بود.